# Purdah
La purdah o pardaa (persiano/urdu: پردہ, hindi: पर्दा, letteralmente velo o tenda) è la pratica che vieta agli uomini di vedere le donne. Essa si attua in due modi: segregazione fisica dei sessi o imposizione alle donne di coprire i loro corpi al punto di nascondere la pelle e le loro forme. La purdah esiste in varie forme nel mondo islamico e in India. La purdah si è probabilmente sviluppata nella Persia pre-islamica (l'attuale Iran).
La segregazione fisica in un edificio può essere attuata con l'ausilio di mura, tende, pannelli. La pratica del Purdah sulle donne può limitare le attività personali, economiche e sociali delle donne al di fuori della loro casa. L'abito imposto da questa tradizione è in genere il burqa che può includere o no un yashmak, un velo che copre il viso. Gli occhi possono essere o non essere nascosti.
La purdah era, ed è di nuovo, rigorosamente osservata sotto il governo dei Talebani in Afghanistan, dove le donne dovevano rispettare strettamente queste regole ogni volta che si presentavano in pubblico e potevano mostrarsi diversamente abbigliate solamente ai più stretti parenti maschi ed altre donne. In altre società la purdah è praticato solamente in occasione di periodi di rilievo religioso.
Nei paesi Islamici, come ad esempio l'Arabia Saudita, la purdah ha un valore più culturale che religioso. Anche negli Emirati Arabi Uniti, dove le donne possono indossare abiti più simili a quelli occidentali, le donne arabe spesso osservano la pratica della purdah. La differenza tra la purdah e l'hijab è che quest'ultima è basata sulla moralità fisica e psicologia, mentre la purdah non si conforma necessariamente agli insegnamenti islamici.
Forme di purdah si trovano anche in altre religioni come quella cristiana o ebraica. In alcuni gruppi di queste religioni, nei luoghi sacri, le donne devono essere infatti coperte, magari anche solo con oggetti simbolici come un cappello.

## Critiche
La purdah è stata criticata dall'interno della comunità che la attua, ad esempio nell'opera del 1905 Sultana's Dream, della femminista bengalese Rokeya Sakhawat Hussain.
Le critiche verso la purdah vengono complicate dal contesto dello status delle donne nella società. Ad esempio il Dr. Bhimrao Ramji Ambedkar, un riformista sociale e capo architetto della Costituzione dell'India che nacque induista fuori casta e che si convertì poi al Buddhismo, ha imputato molte colpe ai musulmani indiani, per il sistema della purdah. Nel suo libro del 1946, Pakistan, or The Partition of India; Ambedkar afferma che la purdah ha influenzato la moralità della società musulmana. Anche se questa pratica si è notevolmente ridotta negli stati dell'ex Raj Britannico (gli attuali Bangladesh, India e Pakistan), la violenza sulle donne rimane uno dei maggiori problemi sociali tra tutte le comunità religiose.

## Altri significati
- Nell'inglese colloquiale, "purdah" è usato come sinonimo di isolamento.
- "Purdah" è usato dal Cancelliere dello Scacchiere del Regno Unito per indicare il periodo che passa tra la redazione del budget annuale e la sua pubblicazione, durante il quale si rifiuta di discutere argomenti che possano influire nella formulazione del budget stesso.
- "Purdah" è anche il termine usato nel Regno Unito che passa tra l'indizione delle elezioni e la loro celebrazione. In questo periodo sono sospese tutte le attività governative che possano portare vantaggio ad un candidato o partito in lizza.